# Правдін Олександр Георгійович
Олександр (Йосип) Георгійович Правдін (30 грудня 1879, село Анненково Фатезького повіту Курської губернії, тепер Велике Анненково Фатезького району Курської області, Російська Федерація — розстріляний 3 вересня 1938, місто Москва, тепер Російська Федерація) — радянський діяч, заступник наркома внутрішніх справ РРФСР. Член ЦК РСДРП(б) у 1913 році. Кандидат у члени ЦК РСДРП(б) з 12 травня по 8 серпня 1917 року. Член Центральної контрольної комісії ВКП(б) у 1923—1927 роках. Член ЦВК СРСР 1—3-го скликання.

## Життєпис
Народився в родині безземельного селянина-теслі. Здобув початкову освіту: три роки навчався в початковому сільському училищі. У 1896 році вирушив на заробітки до міста Херсона, де до квітня 1899 року працював теслею у приватних підрядників. З квітня 1899 по квітень 1903 року працював столяром у приватних підрядників міста Одеси.
Член РСДРП з 1899 року. 
У квітні 1903 року заарештований, рік перебував у в'язниці міста Одеси. У 1904 році за революційну діяльність висланий до Олонецької губернії.
У січні 1905 року нелегально переїхав до Санкт-Петербурга, входив до складу Петербурзького комітету РСДРП. Того ж 1905 року нелегально виїхав до Одеси, увійшов до складу Одеського комітету РСДРП, керував соціал-демократичною організацією Пересипського району Одеси. Учасник першої російської революції 1905 року. У 1906 році — делегат 4-го з'їзду РСДРП у Стокгольмі як представник Одеського комітету РСДРП.
У травні 1906 року заарештований, до травня 1907 року перебував у Одеській в'язниці. У травні 1907 — січні 1908 року — столяр акціонерного товариства в Одесі, одночасно був членом Одеського комітету РСДРП.
На початку 1908 року переїхав до Санкт-Петербурга. З лютого по грудень 1908 року — член Петербурзького комітету РСДРП.
У січні 1909 — січні 1910 року — оглядач вагонів депо Катеринославської залізниці у місті Луганську. У січні 1910 — травні 1911 року — оглядач вагонів депо Ташкентської залізниці у місті Ташкенті. З травня 1911 по грудень 1913 року — вагонний монтер депо станції Петербург Миколаївської залізниці у Санкт-Петербурзі.
У 1912 увійшов до складу Північного обласного бюро ЦК РСДРП, у 1912—1914 роках співпрацював у газеті «Правда». 27.07.(9.08).1913 року кооптований до складу ЦК РСДРП(б) нарадою ЦК РСДРП(б).У грудні 1913 року заарештований, кілька місяців провів у в'язниці, але через брак доказів був звільнений у травні 1914 року. Тоді ж був засланий на Урал, з червня 1914 по грудень 1917 року працював вагонним майстром депо і десятником Усть-Катавського вагонобудівного заводу.
Після Лютневої революції 1917 року — організатор Червоної гвардії Усть-Катавська, член Усть-Катавського міського комітету РСДРП(б), член Уфимського комітету РСДРП(б). Делегат 7-ї (Квітневої) Всеросійської конференції РСДРП(б), з 29 квітня (12 травня) по 26 липня (8 серпня) 1917 року — кандидат у члени ЦК РСДРП(б).
З 4 грудня 1917 року був членом Уфимського губернського революційного комітету та комісаром з питань праці, торгівлі та промисловості.
З 24 січня по 23 грудня 1918 року — керуючий справами Народного комісаріату внутрішніх справ РРФСР. Одночасно з 24 січня (6 лютого) 1918 року — член колегії Народного комісаріату внутрішніх справ РРФСР. З 15 лютого по 23 грудня 1918 року — заступник народного комісара внутрішніх справ Російської Радянської Республіки (РРФСР).
У січні — квітні 1919 року — надзвичайний комісар РНК Західних залізниць. З березня по квітень 1919 року — військовий комісар Центрального управління служб військових повідомлень (ЦУВОСО) РСЧА. З травня 1919 року — уповноважений ЦК РКП(б) та ВЦВК з мобілізації у Гомельській губернії, уповноважений Ради праці та оборони РРФСР і ВЦВК на Західному фронті. З червня 1919 по травень 1920 року — уповноважений ЦК РКП(б) і ВЦВК з вивезення хліба з-під Казані, Уфи, В'ятки, з районів залізниць та річок Ками і Білої, одночасно уповноважений Ради праці та оборони РРФСР і ВЦВК із продовольства та транспорту в місті Уфі.
З липня 1920 по грудень 1921 року — комісар Туркестанського округу шляхів сполучення. У 1920—1922 роках підтримував «робітничу опозицію». 
З 10 грудня 1921 по травень 1922 року — заступник головного комісара Народного комісаріату шляхів сполучення РРФСР.
З травня 1922 по січень 1924 року — уповноважений Народного комісаріату шляхів сполучення РРФСР на Північних залізницях — голова правління Північних залізниць.
12 лютого 1924 — 27 липня 1925 року — заступник народного комісара шляхів сполучення СРСР.
З 1 вересня 1925 по 15 серпня 1930 року — уповноважений Народного комісаріату шляхів сполучення СРСР на Північних залізницях — голова правління Північних залізниць.
У вересні 1930 — серпні 1932 року — директор радянського акціонерного товариства «Бюроперс» у місті Тегерані (Персія/Іран).
З серпня 1932 по березень 1933 року перебував у резерві Народного комісаріату зовнішньої торгівлі СРСР у Москві.
У квітні 1933 — березні 1934 року — керівник групи водного транспорту Народного комісаріату робітничо-селянської інспекції СРСР.
1 березня — 16 листопада 1934 року — заступник керівника дорожньої групи Комісії радянського контролю при РНК СРСР. У листопаді 1934 — лютому 1935 року — заступник керівника транспортної групи Комісії радянського контролю при РНК СРСР.
У лютому 1935 — червні 1936 року — начальник управління доріг Ленінград—Москва—Харків у місті Москві.
З 1936 року — на пенсії в Москві.
11 грудня 1937 року заарештований органами НКВС. 3 вересня 1938 року Військовою колегією Верховного суду СРСР засуджений до страти. Розстріляний того ж дня на полігоні «Комунарка» біля Москви.
Реабілітований посмертно 30 травня 1956 року ухвалою Військової колегії Верховного суду СРСР